# ONCE (Organisation)

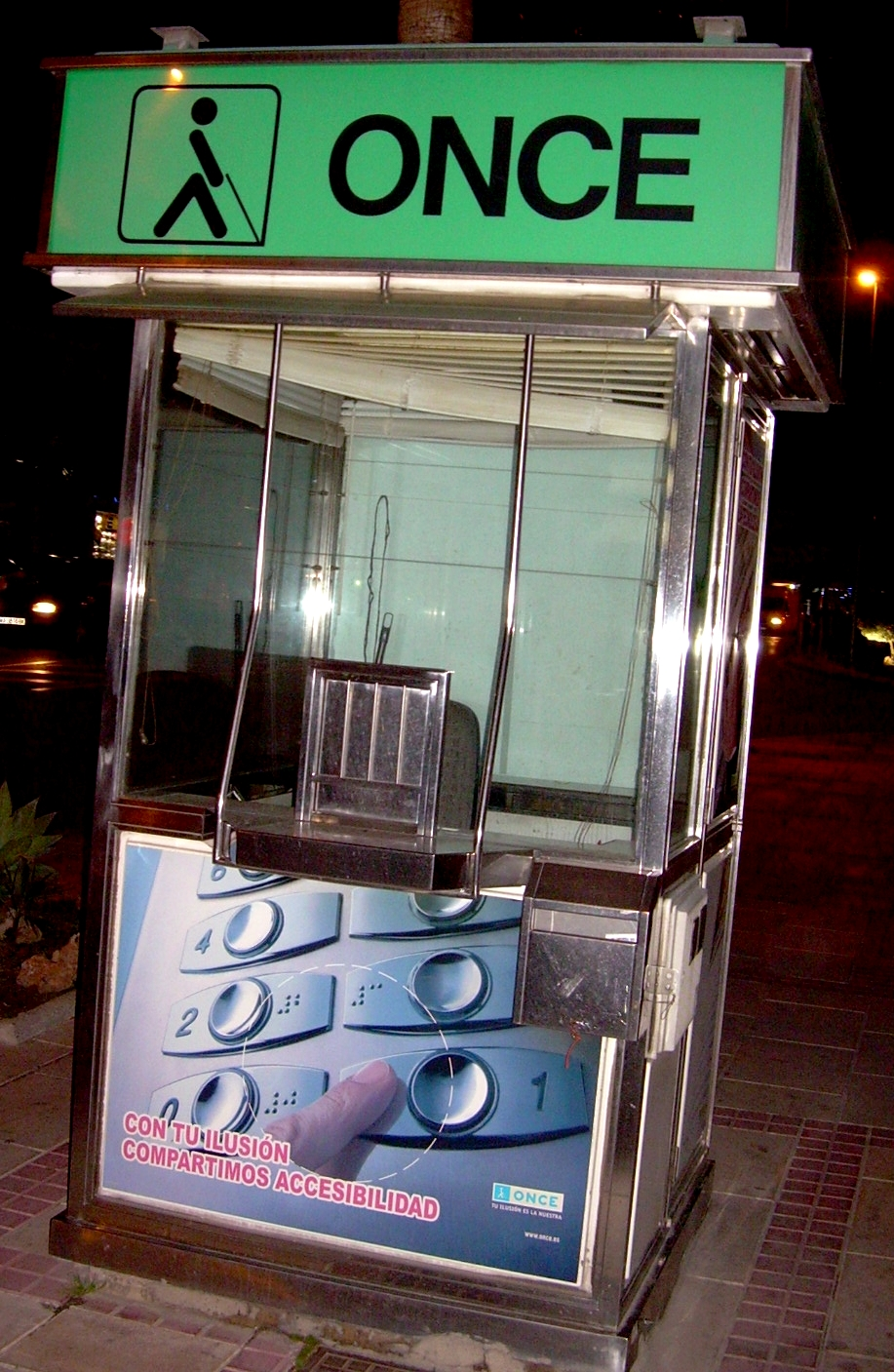
ONCE-Kiosk

ONCE [ˈonθe] (spanisch Organización Nacional de Ciegos de España) ist eine öffentlich-rechtliche spanische Blindenorganisation mit Sitz in Madrid. Sie wurde 1938 gegründet, ihre heutige Bedeutung bekam sie jedoch erst durch die Vergabe der Lotterie-Konzession 1984.
Bis heute steht die ONCE in Spanien in erster Linie für die von ihr organisierten Lotterien: Täglich außer samstags findet eine Ziehung des Cupón statt. Stimmen eine oder mehrere Endziffern der gezogenen Zahl mit dem gekauften Los überein, so wird ein Gewinn ausgezahlt. Seit 2005 gibt es samstags die Ziehung der neuen Lotterie El Combo. Jeweils 50 % der Einsätze werden als Gewinn wieder ausgeschüttet. ONCE vertreibt in Spanien den Eurojackpot. 
Die Lose werden auf der Straße von Blinden oder anderweitig Behinderten verkauft, teilweise in dafür aufgestellten, telefonzellengroßen Kiosken. Die Idee ist die einer Wohltätigkeitslotterie: Durch die Teilnahme finanziere man die Arbeitsplätze von Menschen, die sonst keinen finden würden. Gleichzeitig ist die ONCE jedoch eine sehr finanzstarke Organisation, die unter anderem über ein beträchtliches Immobilienvermögen verfügt. Die Hotelkette Ilunion Hotels gehört ihr. ONCE war von 1989 bis 2003 Sponsor des Radsport-Teams ONCE.
Obwohl die Décimo-Lose der spanischen Nationallotterie Loterías y Apuestas del Estado denen der ONCE ähneln, handelt es sich um konkurrierende Lotterien. Erstere veranstaltet jedes Jahr die berühmte Weihnachtslotterie, nicht ONCE.